# Thérèse Grimont
Thérèse Grimont, née le 3 décembre 1901 à Paris et morte le 17 février 1985 à Lagny-sur-Marne, est une artiste peintre française.

## Biographie
Thérèse Grimont, née le 3 décembre 1901 à Paris, étudie sous Fernand Humbert et Renard. Elle expose au Salon de la Société des artistes français à Paris, dont elle est membre. Elle produit de nombreux paysages et scènes africaines. Parmi ses œuvres on peut citer Préparatifs du thé.